# Maria de Boemia
Maria de Boemia (în cehă Marie Česká, în germană Maria von Böhmen; n. anii 1120 – d. anii 1170), aparținând dinastiei Přemyslid, a fost ducesă de Bavaria din 1139 prin căsătoria cu ducele Leopold al IV-lea de Babenberg. Începând din 1142 a fost marchiză de Baden și Verona, prin căsătoria cu Herman al III-lea.

## Biografie
Maria a fost unica fiică a ducelui Boemiei, Sobeslav I (d. 1140) și a soției sale, Adelaida de Ungaria, fiica principelui Almos și nepoată a regelui Géza I al Ungariei.
Pentru a întări legăturile dintre Boemia și nobilimea germană, tatăl ei a stabilit ca Maria să se căsătorească cu un membru al Casei de Babenberg, margraful Leopold al IV-lea al Austriei. La încheierea căsătoriei pe 13 octombrie 1138, tânăra mireasă avea probabil 10 ani, iar mirele 30 de ani. Alianța dintre Boemia și Austria a fost din nou confirmată doi ani mai târziu când sora mai mică a lui Leopold al IV-lea, Gertruda de Babenberg, s-a căsătorit cu nepotul și succesorul lui Soběslav I, Vladislav al II-lea.
În 1139, la un an după căsătoria Mariei, regele Conrad al III-lea de Hohenstaufen i-a retras lui Henric al X-lea Ducatul de Bavaria cu care a înfeudat familia Babenberg, care cârmuia margrafiatul Austria din anul 976. Ducele Leopold al IV-lea, frate vitreg al împăratului Conrad al III-lea prin mama sa, Agnes de Franconia, era un om pe care acesta se putea baza și de aceea sprijinise fără îndoială încheierea alianței cu Dinastia Premyslid. Leopold a preluat cârmuirea Bavariei și de-a lungul domniei sale nu s-a confruntat niciodată cu eventuale pretenții ale lui Welf al VI-lea, fratele mai mic al lui Henric al X-lea.
Prima căsătorie a Mariei s-a încheiat brusc după trei ani când Leopold a murit pe neașteptate în timp ce se afla la Mănăstirea Niederaltaich pe 18 octombrie 1141. Deoarece din căsătoria lor nu rezultaseră copii, Austria și Bavaria au revenit lui Henric al II-lea (supranumit Jasomirgott), fratele lui Leopold.
Un an mai târziu Maria s-a căsătorit cu margraful Herman al III-lea de Baden fiind cea de-a doua sa soție a acestuia. Herman a participat la a doua cruciadă și în 1151 împăratul Conrad al III-lea l-a înfeudat cu Marca de Verona, ca recompensă pentru serviciile aduse. Acesta a rămas un susținător loial al dinastiei Hohenstaufen în timpul campaniilor militare din Italia ale împăratului Frederic I Barbarossa, succesorul lui Conrad.
Herman a murit la 16 ianuarie 1160. Apoi Maria nu mai apare în sursele documentare, însă în 1172 era încă în viață. A fost înmormântată în mănăstirea augustinilor din Backnang.

## Căsătorii și descendenți
În 1138 Maria de Boemia s-a căsătorit cu margraful Leopold al IV-lea de Babenberg. Cuplul nu a avut copii.
Din căsătoria Mariei cu Herman al III-lea de Baden încheiată în 1142, a rezultat un singur copil:
- Gertruda de Baden (d. înainte de 1225), căsătorită în 1180 cu contele Albert al II-lea de Dabo-Moha (d. 1212).